# Mens Sana Basket 1999-2000
La Mens Sana Basket 1999-2000, sponsorizzata Ducato Gestioni, ha preso parte al campionato professionistico italiano di pallacanestro di Serie A.

## Roster
| Giocatori |
| --------- |

|    | Naz.                   | Ruolo | Sportivo            | Anno | Alt. | Peso |  |
| -- | ---------------------- | ----- | ------------------- | ---- | ---- | ---- |  |
| 4  | Italia (bandiera)      | P     | Marco Rossetti      | 1980 | 203  | 86   |  |
| 5  | Italia (bandiera)      | P     | Emiliano Busca      |      |      |      |  |
| 7  | Italia (bandiera)      | A     | Sandro Dell'Agnello |      |      |      |  |
| 8  | Stati Uniti (bandiera) | G     | Travis Mays         |      |      |      |  |
| 9  | Italia (bandiera)      | G     | Andrea Pilotti      |      |      |      |  |
| 10 | Stati Uniti (bandiera) | G     | Larry Middleton     |      |      |      |  |
| 11 | Italia (bandiera)      | C     | Paolo Alberti       |      |      |      |  |
| 12 | Italia (bandiera)      | A     | Massimo Minto       |      |      |      |  |
| 13 | Italia (bandiera)      | P     | Andrea Malamov      |      |      |      |  |
| 14 | Stati Uniti (bandiera) | A     | Sylvester Gray      |      |      |      |  |
| 15 | Stati Uniti (bandiera) | C     | John Turner         |      |      |      |  |

| Staff tecnico                 |
| ----------------------------- |
| Allenatore: Fabrizio Frates   |
| Assistente: Simone Pianigiani |

| Giocatori acquisiti a stagione in corso |
| --------------------------------------- |

|    | Naz.              | Ruolo | Sportivo       | Anno | Alt. | Peso |  |
| -- | ----------------- | ----- | -------------- | ---- | ---- | ---- |  |
| 13 | Italia (bandiera) | P     | Sydney Johnson |      |      |      |  |